# فرد شيري (لاعب كرة قاعدة)
فرد شيري (بالإنجليزية: Fred Sherry)‏ هو لاعب كرة قاعدة أمريكي، ولد في 13 يونيو 1889 في هونيسدال في الولايات المتحدة، وتوفي في 27 يوليو 1975.

## وصلات خارجية
- فرد شيري على موقعبيزبول رفرنس.كوم (الدوري الرئيسي) (الإنجليزية)
- فرد شيري على موقعبيزبول رفرنس.كوم (الدوري الثانوي) (الإنجليزية)